# El Aricha
El Aricha è un comune dell'Algeria, situato nella provincia di Tlemcen.